# Sökö udd
Sökö udd (finska: Soukanniemi) är en halvö i Finland.   Den ligger i landskapet Nyland, i den södra delen av landet, 15 km väster om huvudstaden Helsingfors.